# Yacas
Yacas /ˈjækəs/ је општа намена рачунарског алгебарског система. Име је скраћеница за Yet Another Computer Algebra System.
Објављен под GNU General Public License, Yacas је слободни софтвер.
YACAS је програм за манипулацију симболичних математичких израза. Користи сопствени програмски језик дизајниран за симболичне, као и произвољно прецизне нумеричке прорачуне. Систем има библиотеку скрипти које спроводе многи од симболичних алгебра операција; Нови алгоритми могу лако да се додају у библиотеку. YACAS долази са обимном документацијом која покрива скрипт језик, функционалност која је већ имплементирана у систему, као и алгоритми који се користе. Његов развој је почео почетком 1999. године..
Yacas се бави улазом и излазом у обичном ASCII или у OpenMath,  или интерактивно или у серијском начину рада.